# Guylian

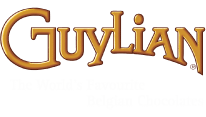
Logo dos chocolates Guylian

Guylian é uma fabricante de chocolate da Bélgica fundada por Guy Foubert em 1960. O nome da companhia vem da combinação do primeiro nome de Foubert com o nome de sua esposa Liliane.